# Afrocalathea
Afrocalathea – rodzaj roślin z rodziny marantowatych (Marantaceae). Jest to takson monotypowy obejmujący gatunek Afrocalathea rhizantha (K.Schum.) K.Schum. występujący w zachodniej Afryce.